# La Tourette (Corrèze)
Pour les articles homonymes, voir Tourette et Tourrette.
La Tourette est une commune associée d'Ussel et une ancienne commune française, située dans le département de la Corrèze en région Nouvelle-Aquitaine.

## Géographie
La commune avait une superficie de 7,18 km2.

## Lieux-dits de La Tourette
Bay haut, Bay bas, La Bredèche, Les Combes, La Jazeix, Lamothe, Laval, Lespinasse, Le Martinet, Le Montbellet, Le Moulin de Laval, Le Pouget, La Serre, La Valette, Le Bourg, .
Jean-Baptiste Poulbrière, Histoire du diocèse de Tulle, 1884.

## Histoire
Par arrêté préfectoral du 26 novembre 1976, La Tourette est rattachée le 1er janvier 1977 à la commune d'Ussel sous la forme d'une fusion-association où La Tourette devient une commune associée.

## Administration

### Liste des maires délégués
| Période      | Période      | Identité               | Étiquette | Qualité              |
| ------------ | ------------ | ---------------------- | --------- | -------------------- |
| 16 mars 2001 | 6 avril 2014 | Christophe Arfeuillère | UMP       | élu maire d'Ussel    |
| 6 avril 2014 | En cours     | Martine Pannetier      | DVD       | Infirmière retraitée |

## Démographie
| 1793 | 1800 | 1806 | 1821 | 1831 | 1836 | 1841 | 1846 | 1851 |
| ---- | ---- | ---- | ---- | ---- | ---- | ---- | ---- | ---- |
| 210  | 170  | 246  | 204  | 268  | 256  | 274  | 290  | 273  |

| 1856 | 1861 | 1866 | 1872 | 1876 | 1881 | 1886 | 1891 | 1896 |
| ---- | ---- | ---- | ---- | ---- | ---- | ---- | ---- | ---- |
| 255  | 227  | 233  | 235  | 213  | 218  | 227  | 207  | 203  |

| 1901 | 1906 | 1911 | 1921 | 1926 | 1931 | 1936 | 1946 | 1954 |
| ---- | ---- | ---- | ---- | ---- | ---- | ---- | ---- | ---- |
| 211  | 202  | 159  | 146  | 143  | 142  | 138  | 139  | 141  |

| 1962 | 1968 | 1975 | 1982 | 1990 | 1999 | 2006 | 2008 | 2011 |
| ---- | ---- | ---- | ---- | ---- | ---- | ---- | ---- | ---- |
| 128  | 117  | -    | -    | -    | -    | -    | -    | -    |

| 2012 | 2013 | 2014 | 2015 | 2016 | 2017 | 2018 | 2019 | 2020 |
| ---- | ---- | ---- | ---- | ---- | ---- | ---- | ---- | ---- |
| 173  | 168  | 169  | 161  | 160  | 164  | 207  | 202  | 198  |

| 2021 | 2022 | - | - | - | - | - | - | - |
| ---- | ---- | - | - | - | - | - | - | - |
| 198  | 198  | - | - | - | - | - | - | - |

## Héraldique
| Blason de Tourette (La) | Blason  | Écartelé : aux 1er et 4e de sable au lion d'argent armé, lampassé et couronné d'or, aux 2e et 3e d'azur à trois poissons d'argent nageant contre-nageant l'un sur l'autre. |
| Blason de Tourette (La) | Détails | Le statut officiel du blason reste à déterminer. |